# Oppens
Pour l’article homonyme, voir Ursula Oppens.
Oppens est une commune suisse du canton de Vaud située dans le district du Gros-de-Vaud. Citée dès 1160, elle fait partie du district d'Yverdon entre 1798 et 2007. La commune est peuplée de 182 habitants (au 31.12.2015). Son territoire, d'une surface de 363 hectares, se situe entre l'Orbe et la Broye, au bord de la Mentue.

## Toponymie
Oppens (1160), Oupeins (1244), Oppens (1323). Oppens est vraisemblablement formé à l'origine d'un nom de personne germanique masculin bref, du type de Obbo ou Oppo, et du suffixe toponymique germanique -ingos qui a été adopté dans l'espace galloroman à partir du VIe siècle et est très répandu dans les cantons de Vaud et de Fribourg.

### Héraldique
| Blason de Oppens | Blason  | De sinople à trois fasces ondées d'argent, au chef du même chargé d'une lettre O gothique d'or |
| Blason de Oppens | Détails | Les armoiries sont créées et approuvées à la fin de la Première Guerre mondiale afin de les faire figurer sur une médaille destinée à ses soldats mobilisés. Elles sont inspirées de celle d'Yverdon-les-Bains. Le Y d'or est remplacé par un O et les trois fasces ondées représentent les trois cours d'eau principaux qui irriguent le territoire d'Oppens : la Greyle à l'ouest, le Sauteru au centre et la Menthue à l'est. Les armoiries de la commune sont adoptées et approuvées par le canton de Vaud en 1919. |

## Histoire
Oppens est connu en 1160 sous le nom d'Opens. On y trouve des vestiges de murs de l'époque romaine. Le village fait partie de la seigneurie de Bioley-Magnoux au Moyen Âge. Il fait partie du bailliage d'Yverdon à l'époque bernoise, de 1536 à 1798, puis du 
district d'Yverdon dès la révolution vaudoise, de 1798 à 2007, et du district du Gros-de-Vaud depuis 2008. Une chapelle dédiée à Saint Fabien et à Saint Sébastien est construite en 1473. Une tuilerie est exploitée entre 1717 et 1898 et la société de laiterie est fondée en 1883.

## Géographie
Jusqu'à sa dissolution, la commune faisait partie du district d'Yverdon. Depuis le 1er janvier 2008, elle fait partie du nouveau district du Gros-de-Vaud. Elle a des frontières communes avec Orzens, Bioley-Magnoux, Ogens, Bercher, Rueyres et Pailly.
Le territoire communal se trouve dans la région montagneuse située entre l'Orbe et la Broye. La partie de la commune à l'ouest du village d'Oppens est en pente pour rejoindre le Sauteru qui marque la limite de la commune, tout comme la vallée de la Greyle au nord. C'est sur cette pente que se trouve, à 665 mètres d'altitude, le point culminant de la commune. La partie orientale du territoire s'étend sur le large plateau de la Tuilière d'Oppens qui est bordé à l'ouest par le Foirause, affluent du Sauteru et à l'est par la Mentue.
Outre le village de Oppens, la commune compte également le hameau de la Tuilière d'Oppens, situé sur le plateau homonyme en face du village ainsi que plusieurs exploitations agricoles isolées.

## Architecture
Dépendant de la paroisse d'Orzens, le village n'a pas d'église. En revanche, il comporte quelques fermes cossues des XVIIIe et XIXe siècles, ainsi qu'un collège imposant dominé par un clocheton.

## Population

### Surnom
Les habitants de la commune sont surnommés les Bagnolets (nom du baquet où l'on conservait le lait).

### Démographie
Oppens compte 203 habitants en 2022. Sa densité de population atteint 57 hab./km2.
En 2000, la population d'Oppens est composée de 87 hommes (51,2 %) et 83 femmes (48,8 %). Il y a 144 personnes suisses (84,7 %) et 26 personnes étrangères (15,3 %). La langue la plus parlée est le français, avec 146 personnes (85,9 %). La deuxième langue est le portugais (17 ou 10 %). Sur le plan religieux, la communauté protestante est la plus importante avec 107 personnes (62,9 %), suivie des catholiques (47 ou 27,6 %). 14 personnes (8,2 %) n'ont aucune appartenance religieuse.
La population d'Oppens est de 268 personnes en 1850, puis de 231 personnes dix ans plus tard et 264 personnes vingt ans plus tard. Le nombre d'habitants est ensuite stable jusqu'en 1910, puis baisse progressivement jusqu'à 120 en 1970. Il remonte depuis et atteint 170 en 2000. Le graphique suivant résume l'évolution de la population d'Oppens entre 1850 et 2010 :

## Politique
Lors des élections fédérales suisses de 2011, la commune a voté à 28,23 % pour l'Union démocratique du centre. Les deux partis suivants furent le Parti socialiste suisse avec 19,40 % des suffrages et le Parti libéral-radical avec 15,67 %.
Lors des élections cantonales au Grand Conseil de mars 2011, les habitants de la commune ont voté pour le Parti libéral-radical à 29,36 %, l'Union démocratique du centre à 20,22 %, l'Alliance du centre à 18,28 %, les Verts à 16,90 % et le Parti socialiste à 15,24 %.	
Sur le plan communal, Oppens est dirigé par une municipalité formée de 5 membres et dirigée par un syndic pour l'exécutif et un Conseil général dirigé par un président et secondé par un secrétaire pour le législatif.

## Économie
Jusqu'à la seconde moitié du XXe siècle, l'économie locale était principalement tournée vers l'agriculture qui représente encore une part importante des emplois locaux aujourd'hui. La commune compte également plusieurs petites entreprises locales, en particulier une entreprise de travail des métaux. Dans le passé le Sauteru a été utilisé pour alimenter par un moulin et une scierie, alors que la Tuilière d'Oppens a accueilli une briqueterie jusqu'au XIXe siècle.
Ces dernières décennies, le village s'est développé avec la création de zones résidentielles, habitées par des personnes travaillant principalement dans la région d'Yverdon-les-Bains.

## Transports
Au niveau des transports en commun, Oppens fait partie de la communauté tarifaire vaudoise Mobilis. Les bus de CarPostal reliant Yverdon-les-Bains à Bercher par Gossens et Ursins s'arrêtent dans le village. Le bus, aussi de CarPostal, faisant le parcours Thierrens-Bercher-Bioley-Magnoux-Donneloye s'arrête au hameau La Tuilière. La commune est également desservie par les bus sur appel Publicar, qui sont également un service de CarPostal.